# Sawit Seberang
| Feldbahn Sawit Seberang               | Feldbahn Sawit Seberang |
| ------------------------------------- | ----------------------- |
| Denkmal bei Sawit Seberang, Juli 2008 |                         |
| Spurweite:                            | 700 und 1067 mm         |
|                                       |                         |

Sawit Seberang – auch geschrieben als Sawit Sebrang – ist der Name eines Subdistrikts (kecamatan) im Regierungsbezirk Langkat, dem nördlichsten Regierungsbezirk der indonesischen Provinz Nordsumatra, die im Nordteil der Insel Sumatra liegt.
Dieser Artikel beschreibt die Palmölfabrik Pabrik Kelapa Sawit (PKS) Sawit Seberang und ihre Feldbahn. Sie liegt in diesem Subdistrikt und trägt ihren Namen aufgrund der nahegelegenen kleinen Ortschaft gleichen Namens.

## Infrastruktur

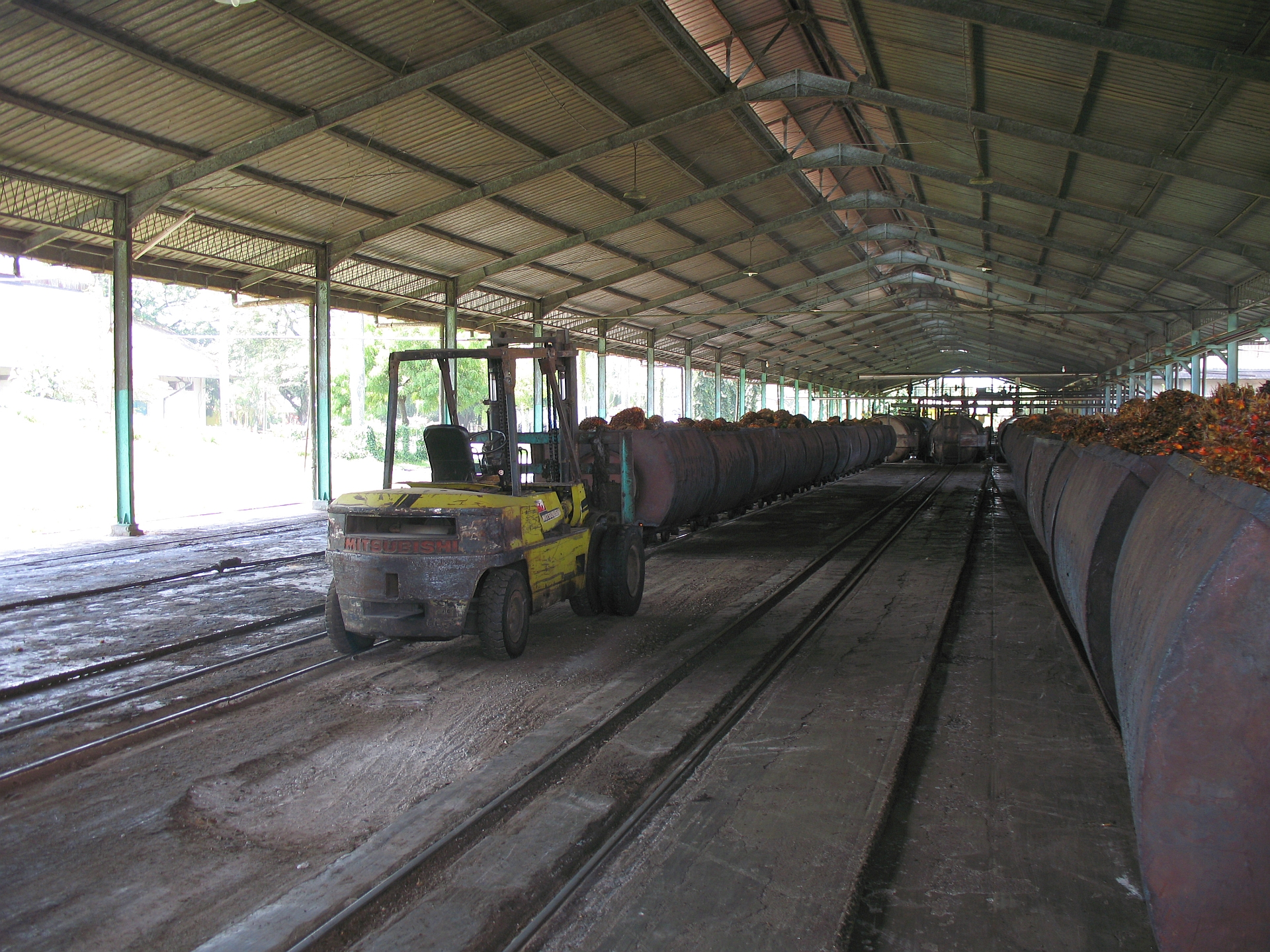
Sawit Seberang, Verladung, Juli 2008

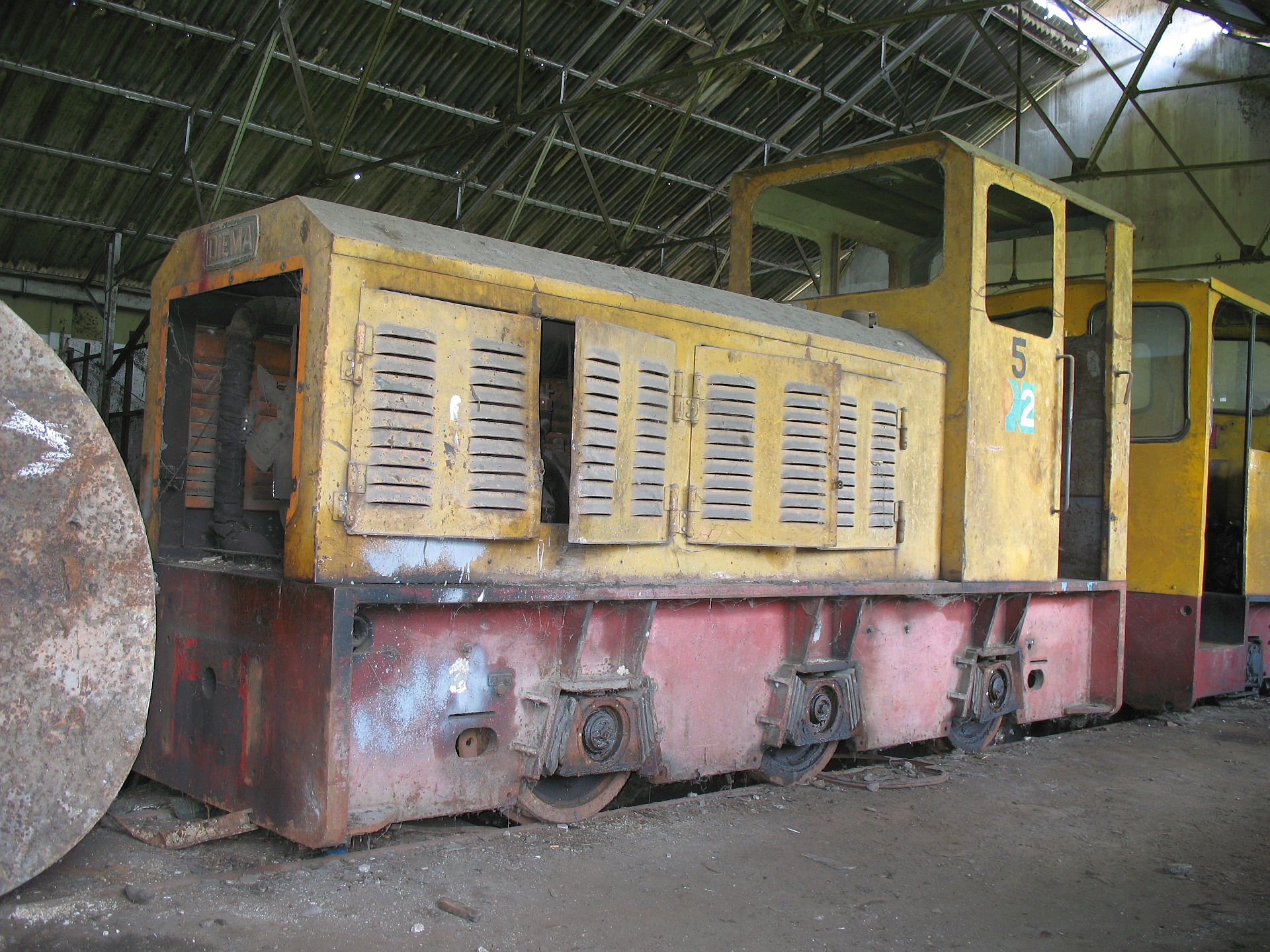
Sawit Seberang, D 05, Juli 2008

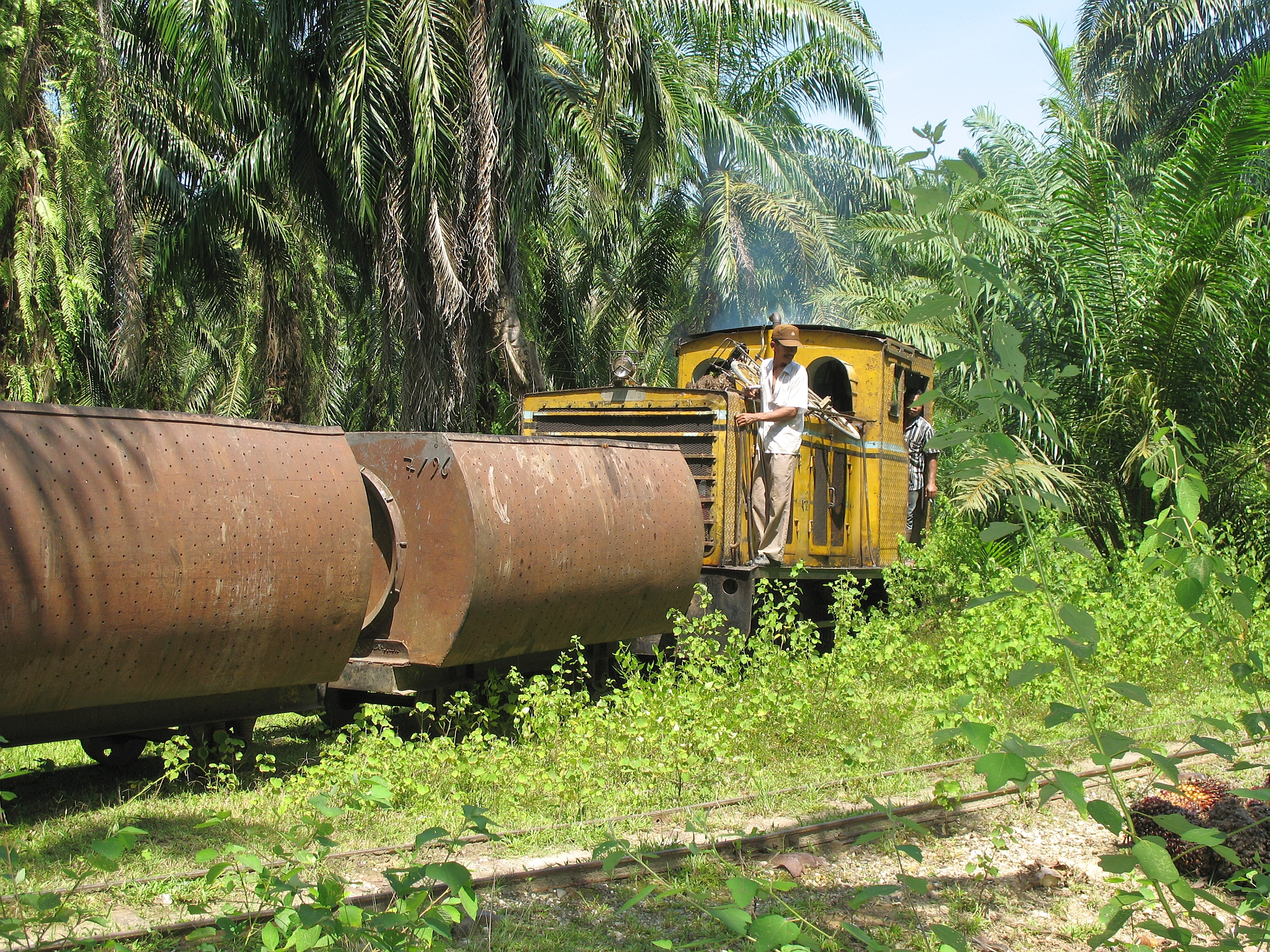
Sawit Seberang, D 16 II, Juli 2008

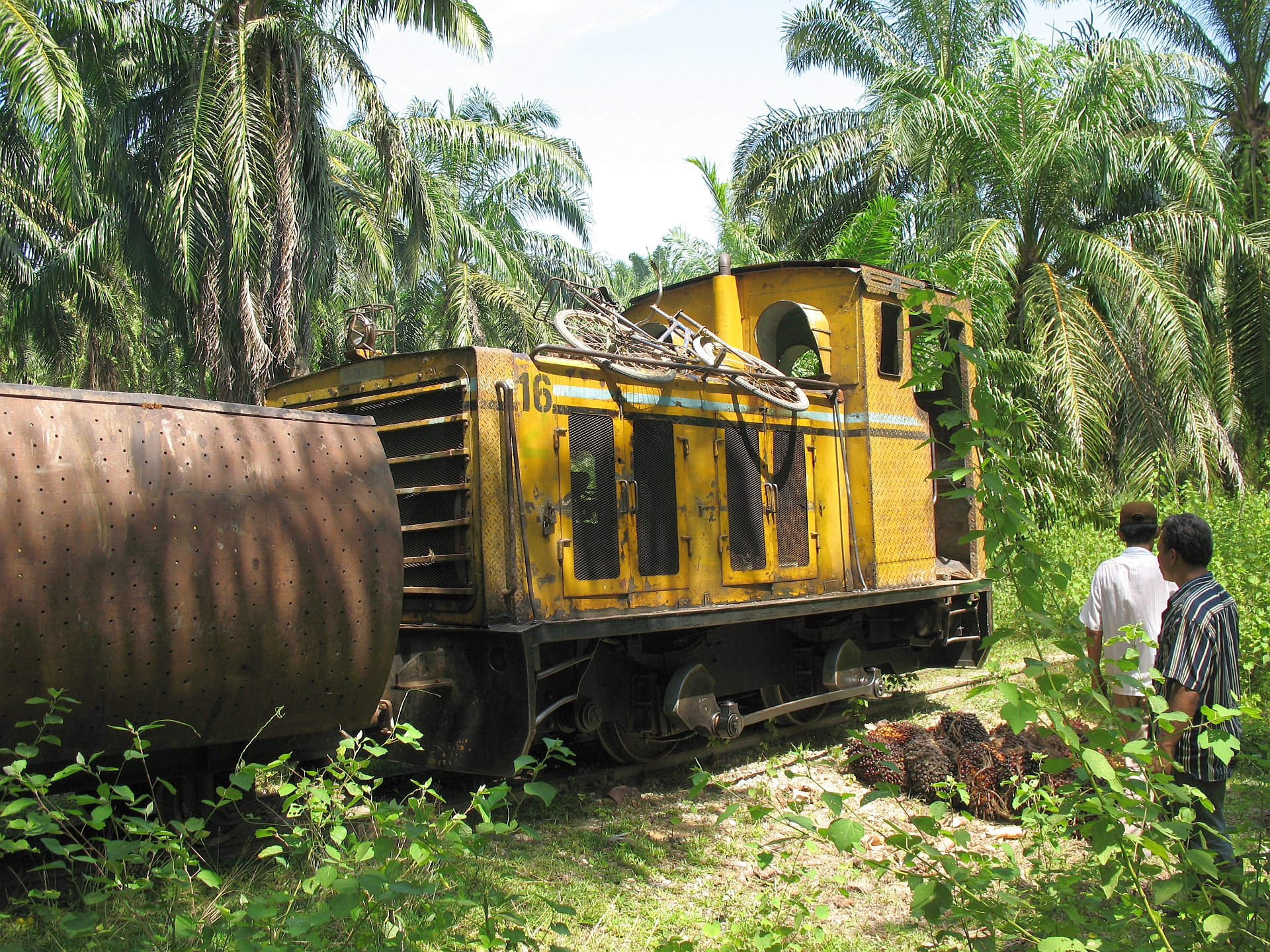
Sawit Seberang, D 16 II, Juli 2008

Die Fabrik liegt nahe der nordöstlichen Ortsgrenze von Sawit Seberang, nördlich von Medan, etwa 30 km nordwestlich der Stadt Stabat – inzwischen der Regierungssitz von Langkat – und nördlich der Stadt Binjai, früher geschrieben als Bindjai. Sie ist eine von mehr als zwei Dutzend Standorten der Gesellschaft PT Perkebunan Nusantara II (PTPN II). PTPN II wurde im März 1996 gegründet und besteht aus landwirtschaftlichen Unternehmungen, die Palmöl, Zucker, Kautschuk und Tabak auf einer Fläche von 117.169,47 ha in Nord-Sumatra anbauen. Der zentrale Firmensitz liegt in Tanjung Morawa, ungefähr 10 km südlich von Medan, gelegen an der Hauptstraße nach Tebing Tinggi.
Während der Kolonialzeit erstreckten sich die Plantagen von Sawit Seberang bis zu den Feldern nahe dem Ort Gohor Lama, etwa 13 km in südöstlicher Richtung. Wann die Fabrik gebaut wurde und die Werksbahn in Betrieb ging, ist bisher nicht bekannt. Die Spurweite der Plantagenbahn war 700 mm.
Der Transport der Palmfrüchte von den Plantagen zur Fabrik mittels Feldbahn wurde in den frühen 2010er Jahren aufgegeben. Inzwischen wurden auch die Gleise weitestgehend entfernt.
Eine der letzten aktiven Lokomotiven war noch im Jahr 2012 neben den zuletzt in Betrieb befindlichen Gleisen abgestellt.

## Lokomotiven
Die Lieferung von Dampflokomotiven deutschen Ursprungs begann in der Mitte der 1920er Jahre mit einer C-gekuppelten Tenderlokomotive von Orenstein & Koppel mit der Fabriknummer 11119.
Sie wurde über die Firma C. Schlieper an die Plantage Sawit Sebrang geliefert und als Nummer 11 in Dienst gestellt. Eine zweite Maschine des gleichen Herstellers mit der Seriennummer 12247 wurde 1933 über N.V. Spoorijzer aus Delft (Niederlande) geliefert und soll die Nummer 7 erhalten haben, allerdings müsste sie dann irgendwann in 6 umnummeriert worden sein, denn unter dieser Bezeichnung blieb sie als einzige Dampflokomotive bis heute als Denkmal bei der Fabrik erhalten. In den späten 1930er Jahren lieferte Jung noch eine D-gekuppelte Tenderlokomotive mit der Fabriknummer 8467 über die Firma P. Jemun, Amsterdam, als Nummer 5 an die Fabrik. Andere Lieferungen der niederländischen Du Croo & Brauns in Weesp datieren um die gleiche Zeit.
Die Verdieselung der Werksbahn begann bereits in den frühen 1950er Jahren mit Lieferungen der englischen Ruston Hornsby. Diese Lokomotiven wurden nach und nach durch Maschinen der deutschen Firmen Schöma und Diema ersetzt. Diese gingen von 1963 bis 1981 an diesen Standort. Viele Lokomotivnummern wurden doppelt vergeben anlässlich der Ersatzlieferungen. In den 1980er Jahren wurde noch von mehr als zwei Dutzend existierenden Diesellokomotiven berichtet, die ältesten davon abgestellt und als Ersatzteilspender gebraucht. Die jüngste und sicher letzte Lieferung waren zwei Maschinen im Jahre 1985 von der japanischen Hokuriku Juki Kogyo Co Ltd aus Niigata. Diese Firma lieferte auch viele weitere Feldbahnlokomotiven an indonesische Zuckerfabriken auf Java um die gleiche Zeit. Diese zwei Maschinen waren für lange Zeit die einzigen verbliebenen betriebsfähigen Maschinen. Bei einer Besichtigung im Juli 2008 wurden diese zwei japanischen Lokomotiven immer noch eingesetzt, um die Palmölfrüchte auf den Plantagen zu sammeln und gegen Nachmittag in die kleine Fabrik zu verbringen. Alle anderen noch existierenden Diesellokomotiven waren zu dieser Zeit schon länger im Lokschuppen abgestellt.
Der größere Teil der Palmfrüchte kam zu dieser Zeit bereits wie überall andernorts mit Lkw von der Plantage zur Fabrik, wo die Früchte auf Feldbahnwagen umgeladen wurden und mit Gabelstapler und Seilwinden rangiert wurden. Der Grund für diese lange Zeit noch praktizierte Umladung ist ebenso wie bei den Zuckerfabriken in Java die Beschaffenheit der existierenden Verladeanlagen.
Sichtungen im Juli 2008
| Name                  | Bauart | Hersteller und Typ (Fabriknummer / Baujahr) | Bemerkung  | Foto |
| --------------------- | ------ | ------------------------------------------- | ---------- | ---- |
| 6 (früher 7)          | Bn2t   | Orenstein & Koppel 50 PS (12247 / 1933)     | Denkmal    |      |
| D 04                  | B-dh   | Schöma CFL45D (2927 / 1966)                 | abgestellt |      |
| D 05 (früher D 13 II) | C-dh   | Diema DFL90/1.D (4428 / 1980)               | abgestellt |      |
| D 15 II               | B-dh   | Hokuriku Juki Kogyo HDB-6LS (6142-1 / 1985) | im Einsatz |      |
| D 16 II               | B-dh   | Hokuriku Juki Kogyo HDB-6LS (6142-2 / 1985) | im Einsatz |      |
| D 24                  | C-dh   | Schöma CFL150C (4206 / 1977)                | abgestellt |      |

Sollte die Notation in der Lieferliste korrekt sein, ist die von Diema gelieferte D 05 die einzige gebaute Maschine des Typs DFL90/1 D. Vermutlich steht das D für eine dreiachsige Maschine, das ist jedoch nicht bestätigt, die meisten Maschinen von Diema vergleichbarer Typen waren zweiachsige Lokomotiven. Es gab auch eine Verbindung zur Staatsbahn PT Kereta Api Indonesia (Persero) an der Strecke von Binjai nach Tanjung Pura. Für diese kapspurige Anschlussbahn lieferte abermals Schöma eine einzelne Maschine im Jahre 1978 mit der Fabriknummer 4240 in 1067 mm Spurweite.